# Glay (zespół muzyczny)
Glay (jap. グレイ Gurei) – japoński zespół rockowy pochodzący z Hakodate, Hokkaido utworzony w 1988 roku.

## Obecni członkowie
- Teru: wokal
- Takuro: gitarzysta (leader)
- Jiro: basista
- Hisashi: gitarzysta

## Dyskografia

### Albumy studyjne
- Hai to Diamond (jap. 灰とダイヤモンド) (1994; Indie Album)
- SPEED POP (1995)
- BEAT out! (1996)
- BELOVED (1996)
- pure soul (1998)
- HEAVY GAUGE (1999)
- ONE LOVE (2001)
- UNITY ROOTS & FAMILY,AWAY (2002)
- THE FRUSTRATED (2004)
- LOVE IS BEAUTIFUL (2007)
- GLAY (2010)
- JUSTICE (2013)
- GUILTY (2013)
- MUSIC LIFE (2014)